# Bhutan ai Giochi della XXXII Olimpiade
Il Bhutan ha partecipato ai Giochi della XXXII Olimpiade che si sono svolti a Tokyo, Giappone, dal 23 luglio all'8 agosto 2021, originariamente previsti per l'estate 2020 ma rimandati di un anno a causa della pandemia di COVID-19. La delegazione era composta da quattro atleti, due uomini e due donne.

## Risultati

### Judo
| Atleta          | Evento | 32-esimi                       | 16-esimi             | Ottavi               | Quarti               | Semifinali           | Ripescaggio          | Finale               | Posizione       |
| Atleta          | Evento | Avversario Punteggio           | Avversario Punteggio | Avversario Punteggio | Avversario Punteggio | Avversario Punteggio | Avversario Punteggio | Avversario Punteggio | Posizione       |
| --------------- | ------ | ------------------------------ | -------------------- | -------------------- | -------------------- | -------------------- | -------------------- | -------------------- | --------------- |
| Ngawang Namgyel | 60 kg  | Mihraç Akkuş (TUR) P (000-100) | non qualificato      | non qualificato      | non qualificato      | non qualificato      | non qualificato      | non qualificato      | non qualificato |

### Nuoto
| Atleta        | Evento       | Batterie | Batterie   | Semifinali      | Semifinali      | Finale          | Finale          |
| Atleta        | Evento       | Tempo    | Classifica | Tempo           | Classifica      | Tempo           | Classifica      |
| ------------- | ------------ | -------- | ---------- | --------------- | --------------- | --------------- | --------------- |
| Sangay Tenzin | 100 m libero | 57"57    | 68º        | non qualificato | non qualificato | non qualificato | non qualificato |

### Tiro a segno/volo
| Atleta         | Evento                           | Qualificazione | Qualificazione | Finale          | Finale          |
| Atleta         | Evento                           | Punteggio      | Classifica     | Punteggio       | Classifica      |
| -------------- | -------------------------------- | -------------- | -------------- | --------------- | --------------- |
| Lenchu Kunzang | Carabina 10 metri aria compressa | 618.1          | 43º            | non qualificata | non qualificata |

### Tiro con l'arco
| Atleta | Evento      | Round di qualificazione | Round di qualificazione | 32-esimi                     | 16-esimi                  | Ottavi                    | Quarti                    | Semifinali                | Finale/ Finale per il bronzo | Pos.            |
| Atleta | Evento      | Punteggio               | Seed                    | Avversario Seed Punteggio    | Avversario Seed Punteggio | Avversario Seed Punteggio | Avversario Seed Punteggio | Avversario Seed Punteggio | Avversario Seed Punteggio    | Pos.            |
| ------ | ----------- | ----------------------- | ----------------------- | ---------------------------- | ------------------------- | ------------------------- | ------------------------- | ------------------------- | ---------------------------- | --------------- |
| Karma  | Individuale | 616                     | 56                      | Deepika Kumari (IND) P (0-6) | non qualificata           | non qualificata           | non qualificata           | non qualificata           | non qualificata              | non qualificata |